# Club de Rugby de la Universidad Metropolitana
El Club de Rugby de la Universidad Metropolitana (CRUM) es un equipo venezolano de rugby. Está afiliado a la Federación Venezolana de Rugby. Tiene su sede en Caracas. Fue fundado en 1990. Juega como local en el campo de fútbol de la Universidad Metropolitana. Ha ganado en ocho ocasiones el Campeonato Venezolano de Clubes de Rugby organizado por la Federación Venezolana de Rugby.
CRUM tiene también un equipo femenino de rugby llamado Ángeles CRUM, fundado en 1994.

## Títulos
- Campeón nacional de clubes (8): 1992, 1993, 1994, 1995, 1996, 1997, 1999, 2001.